# Herweg (Hückeswagen)
Herweg ist eine Ortschaft in Hückeswagen im Oberbergischen Kreis im Regierungsbezirk Köln in Nordrhein-Westfalen (Deutschland).

## Lage und Beschreibung
Herweg liegt im nordöstlichen Hückeswagen nahe Radevormwald an der Bundesstraße 483 (B 483).
Nachbarorte sind Marke, Niederdahlhausen, Neuenherweg, Heinhausen, Pleuse, Oberbeck, Mittelbeck, Niederbeck, Fockenhausen, Scheuer, Zipshausen und Eckenhausen.

## Geschichte
Vermutlich 1443 wurde der Ort das erste Mal urkundlich erwähnt. In der Urkunde heißt es: „Das Kölner St. Apostelstift hatte Rechte/Einkünfte to dem Herweghe“, aber die Lokalisierung ist wegen namensgleicher Orte unsicher. Die Schreibweise der Erstnennung war to dem Herweghe. Im 18. Jahrhundert gehörte der Ort zum bergischen Amt Bornefeld-Hückeswagen.
1815/16 lebten 27 Einwohner im Ort. 1832 gehörte Kormannshausen der Herdingsfelder Honschaft an, die ein Teil der Hückeswagener Außenbürgerschaft innerhalb der Bürgermeisterei Hückeswagen war. Der laut der Statistik und Topographie des Regierungsbezirks Düsseldorf als Weiler kategorisierte Ort besaß zu dieser Zeit eine Schule (bei Neuenherweg), fünf Wohnhäuser und sieben landwirtschaftliche Gebäude. Zu dieser Zeit lebten 43 Einwohner im Ort, davon zwei katholischen und 41 evangelischen Glaubens.
Im Gemeindelexikon für die Provinz Rheinland werden 1885 fünf Wohnhäuser mit 30 Einwohnern angegeben. Der Ort gehörte zu dieser Zeit zur Landgemeinde Neuhückeswagen innerhalb des Kreises Lennep. 1895 besitzt der Ort sechs Wohnhäuser mit 34 Einwohnern, 1905 drei Wohnhäuser und 23 Einwohner.
Herweg liegt an dem Teilabschnitt Hückeswagen–Radevormwald einer mittelalterlichen Heer-, Handels- und Pilgerstraße, der heutigen Bundesstraße. Von diesem Heerweg leitet sich der Ortsname ab.

## Bus- und Bahnverbindungen
- VRS Buslinie 339 von Hückeswagen nach Radevormwald, Haltestellen: Herweg u. Heinhausen Abzweig

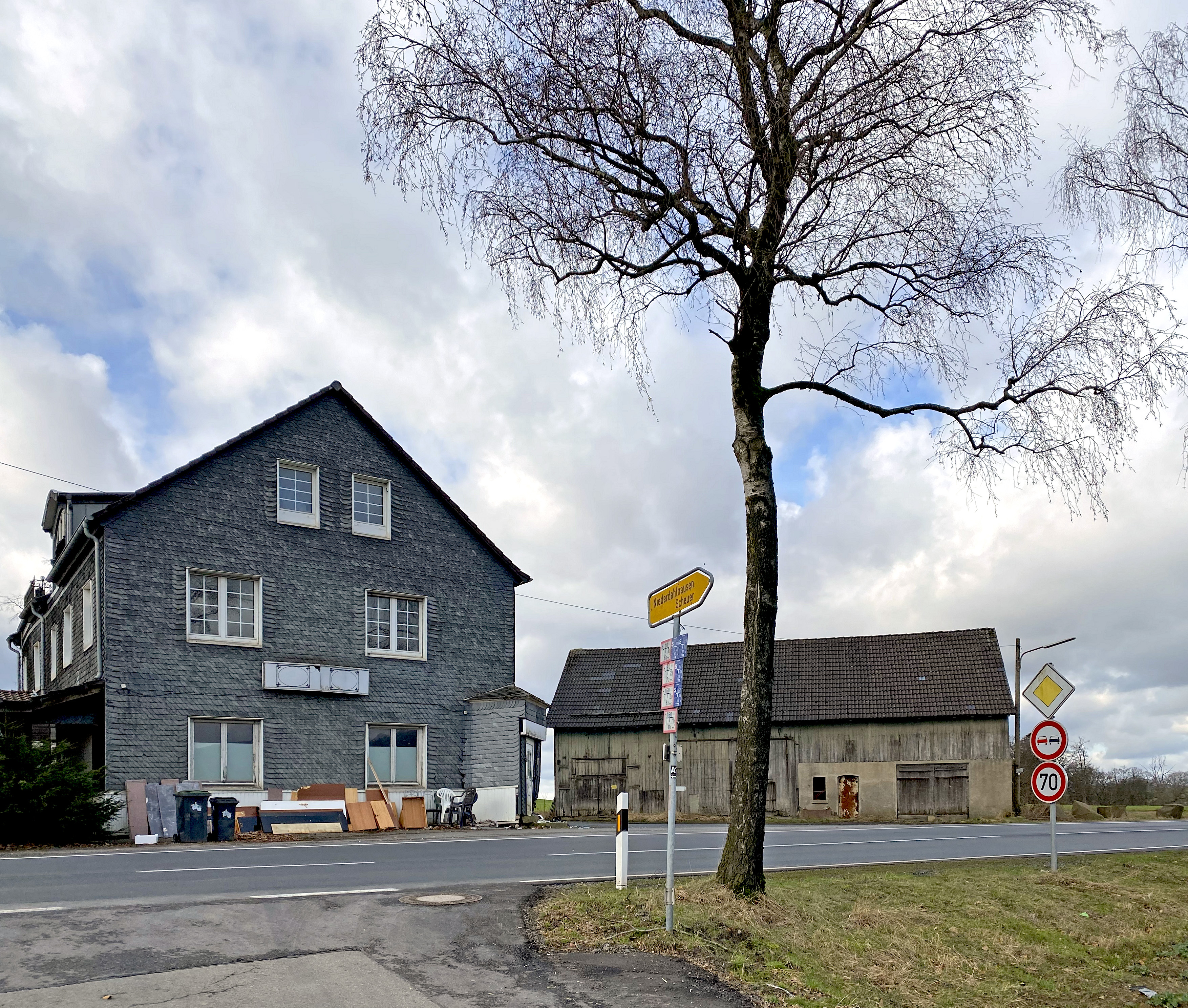
Herweg 1 an der B 483, Abzweigung nach Niederdahlhausen u. Scheuer